# جوناثان كومر
جوناثان كومر (بالإنجليزية: Jonathan Comer)‏ هو عالم نفس أمريكي، ولد في 1977 في برينستون في الولايات المتحدة.